# 한국농촌관광학회
한국농어촌관광학회(The Korean Rural Tourism Association)는 농촌관광 발전을 위한 제반연구와 회원 상호간의 친목 및 정보교류를 도모하고, 국내외 단체와의 상호교류 및 산학협력 활동을 통하여 농촌관광시책과 농촌지역 발전에 기여하는 것을 그 목적으로 2008년 2월 22일 설립된 대한민국 농림축산식품부 소관의 사단법인이다. 사무실은 서울특별시 동대문구 회기로 117-3 (회기동, 한국농촌경제연구원)에 있다.

## 연혁
- 1993년 3월 26일 : 한국관광농업학회 발족 - 초대회장 강춘성 회원 취임
- 2003년 10월 31일 : 한국농촌관광학회로 개칭
- 2008년 1월 : 사단법인 한국농촌관광학회 승인
- 2008년 12월 : 학술지 「농촌관광연구」학술진흥재단 등재후보지 승인

## 주요 사업
- 농촌관광분야의 조사연구 및 경영진단
- 농촌관광관련 학술발표, 세미나 및 강연회 개최
- 학술지 및 간행물 발간
- 본 학회와 관련있는 국내외 단체와의 상호교류 및 산학협동